# Valdefuentes del Páramo
Valdefuentes del Páramo é um município da Espanha na província de León, comunidade autónoma de Castela e Leão, de área 23,93 km² com população de 350 habitantes (2007) e densidade populacional de 16,21 hab/km².

## Demografia
| Variação demográfica do município entre 1991 e 2004 | Variação demográfica do município entre 1991 e 2004 | Variação demográfica do município entre 1991 e 2004 | Variação demográfica do município entre 1991 e 2004 |
| --------------------------------------------------- | --------------------------------------------------- | --------------------------------------------------- | --------------------------------------------------- |
| 1991                                                | 1996                                                | 2001                                                | 2004                                                |
| 539                                                 | 477                                                 | 458                                                 | 388                                                 |